# ヨシュア・ベンジオ
ヨシュア・ベンジオ（Yoshua Bengio FRS OC FRSC、1964年3月5日 - ）は、カナダの計算機科学者である。ニューラルネットワークとディープラーニングに関する研究で知られる。モントリオール大学計算機科学・オペレーションズリサーチ学科の教授であり、Mila（ケベックAI研究所）の科学ディレクターである。
ディープラーニングにおける研究が評価され、ジェフリー・ヒントンとその教え子ヤン・ルカンとともに2018年のチューリング賞を受賞した。この3人は、「AIのゴッドファーザー」「ディープラーニングのゴッドファーザー」と呼ばれることもある。

## 若年期と教育
1964年3月5日にフランス・パリで生まれた。両親はモロッコからフランスに移住したユダヤ人だった。
カナダのマギル大学で、電気工学の学士号(BSc)、計算機科学の修士号(MEng)、博士号(PhD)を取得した。

## キャリアと研究
博士号取得後、マサチューセッツ工科大学（マイケル・I・ジョーダンが指導）とAT&Tベル研究所で博士研究員を務めた。1993年からモントリオール大学の教員を務めた。モントリオール学習アルゴリズム研究所（現 Mila）を設立し、カナダ先端研究機構(CIFAR)のLearning in Machines and Brain研究プログラムの共同ディレクターを務める。
ケイド・メッツによれば、ベンジオはジェフリー・ヒントン、ヤン・ルカンと並んで、1990年代から2000年代にかけてディープラーニングの発展に最も貢献した人物である。Milaによれば、h指数が100以上の計算機科学者の中で、ベンジオは1日あたりの引用回数が最も多い。
2016年10月、ベンジオは、人工知能の研究成果を元に実用アプリケーション開発する、モントリオールを拠点とするインキュベーターのエレメントAIを共同設立した。同社は市場性のある製品の開発に失敗し、2020年までに資金が尽きたため、11月にアメリカのソフトウェア企業ServiceNowへの売却を発表した。エレメントAIをビッグ・テックに対抗するカナダの会社にしたいというベンジオの願いに反して、この売却によりカナダの税金を投入して研究された知的財産の大部分がアメリカに流出することになった。ベンジオはServiceNow社の顧問として雇用が維持されたが、従業員の大多数はストックオプションが無効となり、それに対する補償もされないまま解雇された。
2017年5月、ベンジオはモントリオールに拠点を置くリーガルテック新興企業のボトラーAIに戦略顧問として入社することを発表した。ベンジオは現在、リカージョン製薬(Recursion Pharmaceuticals)の科学技術顧問を務めている。
2025年、AIを監視するNPO「LawZero（ローゼロ）」を設立した。

## 賞と栄誉
- 2017年 - カナダ勲章オフィサー[21]
- 2017年 - カナダ王立協会フェロー[22]
- 2017年 - マリー＝ヴィクトラン賞（英語版）[23]
- 2018年 - チューリング賞（ジェフリー・ヒントン、ヤン・ルカンと共同受賞）[5]
- 2020年 - 王立協会フェロー[24]
- 2022年 - アストゥリアス皇太子賞学術・技術研究部門
- 2023年 - ヘルツバーグメダル
- 2023年 - 大川賞
- 2025年 - クイーンエリザベス工学賞

## 著作物
- Ian Goodfellow, Yoshua Bengio and Aaron Courville: Deep Learning (Adaptive Computation and Machine Learning), MIT Press, Cambridge (USA), 2016. ISBN 978-0262035613.
- Dzmitry Bahdanau; Kyunghyun Cho; Yoshua Bengio (2014). "Neural Machine Translation by Jointly Learning to Align and Translate". arXiv:1409.0473 [cs.CL]。
- Léon Bottou, Patrick Haffner, Paul G. Howard, Patrice Simard, Yoshua Bengio, Yann LeCun: High Quality Document Image Compression with DjVu, In: Journal of Electronic Imaging, Band 7, 1998, S. 410–425 doi:10.1117/1.482609
- Bengio, Yoshua; Schuurmans, Dale; Lafferty, John; Williams, Chris K. I. and Culotta, Aron (eds.), Advances in Neural Information Processing Systems 22 (NIPS'22), December 7th–10th, 2009, Vancouver, BC, Neural Information Processing Systems (NIPS) Foundation, 2009
- Y. Bengio, Dong-Hyun Lee, Jorg Bornschein, Thomas Mesnard, Zhouhan Lin: Towards Biologically Plausible Deep Learning, arXiv.org, 2016
- Bengio contributed one chapter to Architects of Intelligence: The Truth About AI from the People Building it, Packt Publishing, 2018, ISBN 978-1-78-913151-2, by the American futurist Martin Ford.[25]

## 関連人物
- サミー・ベンジオ - ヨシュア・ベンジオの弟であり、同じく計算機科学者である。2021年5月現在、AppleでAI・機械学習研究部門のシニアディレクターを務める。